# Halosauridae
Halosauridae (Rugstekelalen) zijn een familie van straalvinnige vissen uit de orde van Stekelaalachtigen (Notacanthiformes).

## Geslachten
- Aldrovandia Goode & T. H. Bean, 1896
- Halosauropsis Collett, 1896
- Halosaurus J. Y. Johnson, 1864